# فیت/گراند اوردر
«فیت/گراند اوردر» (انگلیسی: Fate/Grand Order) یک بازی ویدئویی است که توسط انیپلکس و در سال ۲۰۱۵ و در پلت‌فرم‌های اندروید و آی‌اواس منتشر شده‌است.